# 台中市公車276路
台中市公車276路目前行駛自愛心家園醫護室經興中山莊到東勢，此路線大部份行駛於東山路。

## 歷史
- 2011年6月1日：原公路客運6581路改制為台中市公車276路。[1]
- 2013年11月30日：「中廣電臺」站位更名為「三光國中」。
- 2014年6月15日：「三和里」站更名為「東山旱溪西路口」。
- 2014年10月1日：「新社新村」更名為「新社高中」，「新社高中」更名為「擺頭店」，「復興社區」更名為「復盛橋」。
- 2014年12月8日：原起點「臺中火車站」延駛至「豐富公園」並，將路線名稱由台中火車站－東勢（經興中山莊）更改為「豐富公園－東勢（經興中山莊）」，延駛後途中新增「三民西柳川東路口」、「三民西民興街口」、「奉順宮」、「公館公園（自由路）」、「地方法院」、「臺中女中」、「民權繼光街口」站位，其中「臺中火車站」、「干城站」改為雙邊設站，並取消停靠「彰化銀行（自由路）」及「電力公司」站位。
- 2015年4月1日：「臺中火車站」（往豐富公園方向）站牌由中區建國路105號遷移至中區建國路97號。
- 2015年10月12日：增停「興中大復街口」。
- 2016年2月5日：「干城站」（往豐富公園方向站位）往臺中火車站方向遷移至「雙十路一段29號」。
- 2016年3月1日：「天星大飯店」更名為「三貴城」。
- 2016年7月18日：由豐富公園端延駛至「愛心家園醫護室」，延駛後路線名稱不變。
- 2016年11月28日：「長興塑膠」更名為「東山建和路口」。
- 2017年4月16日：配合「東山路地下道填平工程」道路管制禁止通行，2017年4月16日起改道為「北屯路－太原路－旱溪西路－東山路」，改道後暫時取消停靠「北屯」至「東山旱溪西路口」區間站位，並臨時增設「旱溪西東山路口」招呼站。[2]
- 2017年5月23日：配合「東山路地下道填平工程」，臨時增設「太原三光巷口」。
- 2017年6月19日：增設「興中興義街口」、「華豐五東山街口」。
- 2017年10月25日：「東山路地下道填平工程」完工恢復原行駛動線，臨時增設「旱溪西東山路口」及「太原三光巷口」裁撤。
- 2018年10月29日：「大坑圓環」更名為「大坑9號步道」。
- 2019年1月1日：「臺中火車站」更名為「臺中車站(民族路口)」。
- 2019年5月1日：增設「崇聖寶殿（東山路）」，於竹之鄉餐廳對面增設「大坑圓環」（往新社方向），於東山派出所前之「大坑圓環」站名更名為「大坑農會」。
- 2019年10月1日：調整部分班次發車時刻。
- 2019年11月11日：調整部分班次發車時刻。
- 2020年6月22日：增設「原村山莊(東山路)」站，「三角埔」更名為「三角埔(東山路)」。
- 2020年9月30日：「東山樂園」更名為「東山竹坑巷口」。
- 2024年4月30日：往程動線於北區配合改駛雙十路二段（錦南街至健行路區間），併取消停靠「莒光新城」、「一心市場」、「新民高中(三民路)」、「寶覺寺」等站，增加停靠「雙十興進路口」、「雙十育樂街口」等站。[3]

## 路線基本資料
單程行車里數約34.4公里，單程行車時間約90分。往愛心家園醫護室100站，往東勢97站。
自愛心家園醫護室起，沿東興路一段、文心南五路、精誠南路、三民西路、自由路一段、民權路、建國路、雙十路、錦南街、三民路、北屯路、東山路、(新社區)東山街、興中街、華豐街、華豐五街、華豐街、興中街、中和街、和盛街、東勢大橋、(東勢區)豐勢路到東勢。

### 時刻表
- 時刻表僅供參考，請以豐原客運網站公告為準。
- 時刻表更新日期為2025年5月12日。

| 台中市公車276路平日時刻列表 | 台中市公車276路平日時刻列表 | 台中市公車276路平日時刻列表 | 台中市公車276路平日時刻列表 |
| --------------------------- | --------------------------- | --------------------------- | --------------------------- |
| 愛心家園醫護室開時刻        | 愛心家園醫護室開備註        | 東勢開時刻                  | 東勢開備註                  |
| 08:30                       | -                           | 07:00                       | -                           |
| 10:40                       | -                           | 09:00                       | -                           |
| 12:10                       | -                           | 10:50                       | -                           |
| 16:20                       | -                           | 14:00                       | -                           |
| 20:50                       | -                           | 18:10                       | -                           |
| -                           | -                           | 19:50                       | -                           |

| 台中市公車276路例假日及寒暑假時刻列表 | 台中市公車276路例假日及寒暑假時刻列表 | 台中市公車276路例假日及寒暑假時刻列表 | 台中市公車276路例假日及寒暑假時刻列表 |
| ------------------------------------- | ------------------------------------- | ------------------------------------- | ------------------------------------- |
| 愛心家園醫護室開時刻                  | 愛心家園醫護室開備註                  | 東勢開時刻                            | 東勢開備註                            |
| 08:35                                 | -                                     | 09:20                                 | -                                     |
| 10:30                                 | -                                     | 10:50                                 | -                                     |
| 12:30                                 | -                                     | 14:10                                 | -                                     |
| 16:30                                 | -                                     | 17:50                                 | -                                     |
| 20:00                                 | -                                     | 19:50                                 | -                                     |

### 收費
- 依里程計費；刷電子票證10公里免費。
- 里程計費說明：
  - 基本里程：8公里。
  - 基本里程票價全票20元、半票11元。
  - 超過基本里程（8公里）計費方式：
    - 全票=[2.431 x 搭乘里程數x (1+5%營業稅)] （四捨五入）
    - 半票=[2.431 x 搭乘里程數x (1+5%營業稅)] x 50% （四捨五入）

  - 兒童、老人、身心障礙者及其陪伴者依規定半票收費。

### 停站
參見右側站牌路線圖。